# Tozzolo
Il tozzolo, noto anche come tùzzulo o tuzzulìcchio è un gioco di carte diffuso in Italia meridionale.
Il gioco prevede l'uso di un mazzo da 40 carte divise in 4 semi (coppe, denari, bastoni, spade) di 10 carte ciascuno e viene giocato da 2 o più persone, anche in numero dispari.

## Disposizione dei giocatori
Ognuno ha il proprio posto al tavolo da gioco. Ci si dispone a raggiera per facilitare la distribuzione delle carte che avverrà in senso orario. Così si sceglie il mazziere: posto il mazzo al centro e mischiate bene le carte, ognuno ne sceglie una e la scopre; il giocatore che provvede alla distribuzione sarà colui che avrà scelto la carta più alta. Il giocatore seduto alla sua sinistra è detto prima-mano perché sarà il primo a giocare.

## Distribuzione delle carte
Il mazziere mischia le carte e il giocatore alla sua destra le smazza. Quindi si distribuiscono in senso orario 3 carte coperte ad ogni giocatore, a finire al mazziere, e 4 carte scoperte per terra. Quando tutti i giocatori hanno giocato tutte le proprie carte, il mazziere ne distribuisce altre tre ciascuno: questo si ripete fino ad esaurimento del mazzo. Una volta finito il turno sarà il prima mano a servire le carte.

## Regole
Le regole del gioco sono le stesse valide per la scopa, con l'ulteriore applicazione delle varianti Asso piglia tutto e Accoppia 11 (che, a sua volta, è variante del ciapachinze); vi è inoltre la variante specifica del gioco consistente nella segnalazione dei Tozzoli e nel punteggio ad essi attribuito.

## Gioco
Ogni giocatore impugna il proprio mazzetto in modo tale che gli altri non possano vedere le proprie carte. Si procede al gioco come per la scopa semplice. Inoltre si applicano le prese valide con le varianti Acchiappa 11 (è possibile prendere delle carte la cui somma sia undici) e Asso piglia tutto; l'asso non prende nulla se il tavolo è vuoto, perciò se viene giocato in quella circostanza viene semplicemente riposto nel mazzetto delle prese, dopo averlo mostrato agli altri giocatori.
Le carte "speciali" che permettono di fare i Tozzoli sono l'asso, il due e il tre. Se fra le tre carte personali il giocatore ha una coppia (detta anche buongioco) o un tris (detto anche napoli) di queste carte speciali aventi o lo stesso seme, o lo stesso valore, ha l'obbligo di comunicarlo agli altri giocatori "bussando" con l'unghia sul proprio mazzo una volta per la coppia, o due per il tris.
Esempio:
asso di bastoni + asso di denari = buongioco
due di bastoni + due di denari = buongioco
asso di bastoni + due di denari = nessun punto
asso di coppe + due di coppe + due di denari = buongioco (perché il punteggio massimo è la coppia)
asso di denari + due di denari + tre di denari = napoli
e così via.
Alla comunicazione segue la segnalazione del punto, che è simile, ma non uguale a quella della scopa.
Quest'ultima viene contrassegnata attraverso un gesto: il giocatore pone nel mazzetto delle sue prese una carta scoperta e la mette di traverso alle altre. Il Tozzolo si contrassegna invece prendendo una o due delle carte del mazzetto (a seconda delle volte che si è bussato), ma ponendola coperta accanto alle scope.
Quando non è possibile contrassegnare il tozzolo perché non si sono ancora prese delle carte, si comunica comunque agli altri giocatori il punto, che verrà poi contrassegnato appena possibile.

## Punteggio
Al termine di ogni mano viene calcolato il punteggio ottenuto da ciascun giocatore o, se si gioca a coppie, da ciascuna coppia di giocatori. Vi sono i quattro punti di mazzo, come per la scopa semplice (le Carte, i Denari, il Settebello e la Primiera) e il conteggio di 1 punto per ogni scopa segnata; il Tozzolo (a differenza della scopa) vale 3 punti sul conteggio totale, che vengono quindi assegnati al giocatore o alla coppia per ogni carta contrassegnata, anche se la singola carta non ha alcun valore.
Per aggiudicare la vittoria, i punti ottenuti in ogni mano vengono sommati a quelli ottenuti nelle mani precedenti; la partita è vinta dal giocatore o dalla coppia di giocatori che per primo raggiunge o supera 31 punti. Se più giocatori o coppie raggiungono o superano i 31 punti nella stessa mano, vince chi ha raggiunto il punteggio più alto.